# Oh Bej! Oh Bej!

La piazza Sant'Ambrogio, in una immagine di inizio secolo XX

La fiera degli Oh bej! Oh bej! è il mercatino tipico del periodo natalizio milanese. Si tiene generalmente dal 7 dicembre, giorno del santo patrono di Milano sant'Ambrogio, fino alla domenica successiva.

## Origini

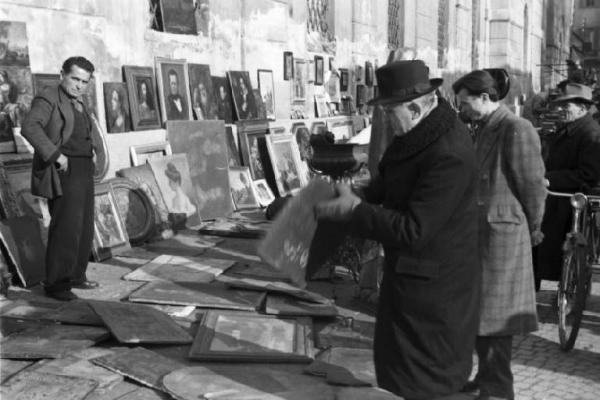
Fiera degli Oh Bej! Oh Bej!, foto di Federico Patellani, immediato dopoguerra

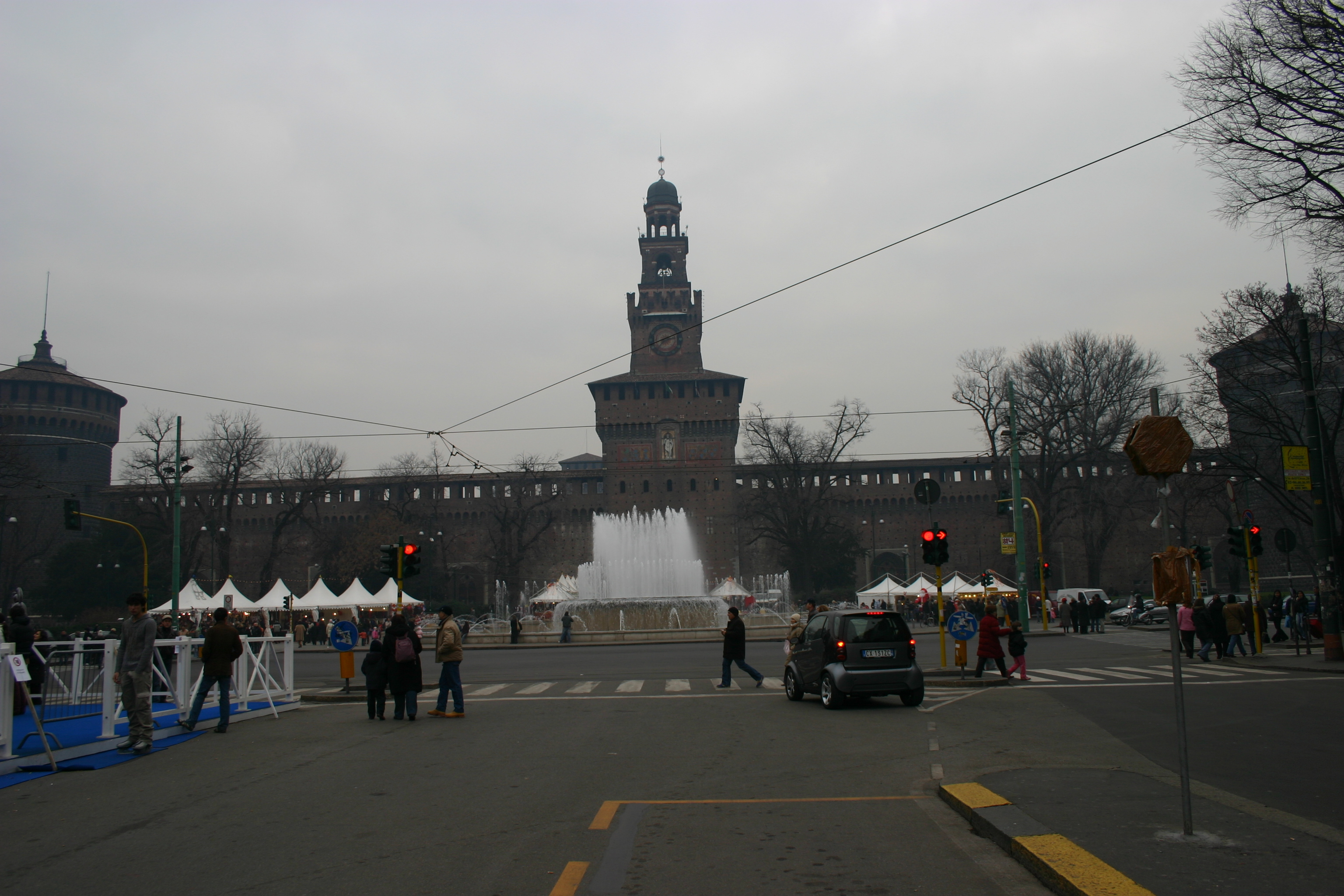
La zona antistante il Castello Sforzesco, dove attualmente si svolgono gli Oh Bej! Oh Bej!

Gli Oh bej! Oh bej! rappresentano una delle più antiche tradizioni milanesi: le prime origini storiche risalgono al 1288, periodo in cui una festa in onore di Ambrogio si svolgeva nella zona dell'antica Santa Maria Maggiore.
Ma le origini dell'attuale festa risalgono al 1510 e coincidono con l'arrivo in città di Giannetto Castiglione, primo Gran Maestro dell'Ordine dei Santi Maurizio e Lazzaro. Egli era stato incaricato da Papa Pio IV di recarsi a Milano, nel tentativo di riaccendere la devozione e la fede verso i Santi da parte dei cittadini ambrosiani.
Arrivato nei pressi della città, Giannetto ebbe il timore di non venire accolto con favore dalla popolazione milanese, la quale non aveva mai manifestato forti simpatie nei confronti del Papa. Era inoltre il 7 dicembre, giorno in cui si festeggiava il patrono Ambrogio, in coincidenza con l'elezione vescovile del santo avvenuta il 7 dicembre 374. Decise allora di approntare un gran numero di pacchi, riempiti con dolciumi e giocattoli. Entrato a Milano iniziò con il suo seguito a distribuire il contenuto dei pacchi ai bambini milanesi, i quali si erano radunati intorno al corteo insieme ad una gran folla di cittadini. Il corteo raggiunse la Basilica di Sant'Ambrogio attorniato da una folla festante.
Da allora si cominciò ad organizzare, nel periodo della festa dedicata ad Ambrogio, la fiera degli Oh bej! Oh bej!. Venivano allestite bancarelle di vestiti, vecchi giocattoli, e soprattutto di prodotti gastronomici. Tipici dell'epoca, insieme con mostarde e castagnaccio, erano i firòn: castagne affumicate al forno, bagnate di vino bianco e infilate in lunghi spaghi.

## Le origini del nome
Le origini del nome Oh bej! Oh bej! risalgono ancora una volta all'episodio dell'ingresso in città di Giannetto Castiglione. Infatti il nome deriva dalle esclamazioni di gioia dei bambini milanesi che accettavano di buon grado i doni dell'inviato papale: l'espressione lombarda "Oh bej! Oh bej!" si traduce in italiano "Oh belli! Oh belli!".

## Epoca contemporanea
Inizialmente gli Oh bej! Oh bej! si svolgevano presso la Piazza dei Mercanti; nel 1886 la manifestazione fu trasferita nella piazza sant'Ambrogio adiacente alla Basilica di Sant'Ambrogio, dove rimase per 120 anni fino al 2006, anno nel quale fu spostata lungo il Foro Buonaparte, nella zona intorno al Castello Sforzesco.
Oggi le bancarelle ambulanti degli Oh bej! Oh bej! espongono principalmente prodotti di artigianato, di antiquariato e dolciari.